# 柴田亮輔
柴田 亮輔（しばた りょうすけ、1987年7月18日 - ）は、愛知県額田郡幸田町出身の元プロ野球選手（内野手）。現役引退後の2018年から、フタバ産業の軟式野球部の監督を務めている。

## 経歴

### プロ入り前
小学生時代はサッカーで活躍。愛知県の強化選手にも選ばれていたが、幸田町立幸田中学校への進学を機に軟式野球へ転向。高校球界の強豪校である愛工大名電高校への進学を果たした。幸田中学校で所属した軟式野球部は1年間で1勝を挙げる程度のチームで、高校への入学当初は、新入生同士の紅白戦で投球をバットに当てることすらままならなかったという。しかし、当時監督を務めていた倉野光生に俊足と努力を買われて、2年時の2004年からレギュラーに起用。春の第76回選抜高等学校野球大会では、準々決勝で佐藤剛士を擁する秋田商業高校、準決勝で坪井俊樹を擁する社高校を破った。決勝戦では、鵜久森淳志や高橋勇丞などを擁する済美高校に敗れた。
高校2年時の秋から主将を任されると。3年時（2005年）春の第77回選抜高等学校野球大会では、準決勝で大西正樹を擁する神戸国際大附高校、決勝で野上亮磨を擁する神村学園高校を相次いで撃破。チームを史上初の選抜大会優勝に導いた。夏の第87回全国高等学校野球選手権大会にも愛知代表として出場すると、春夏連覇の期待を掛けられながら、古川秀一を擁する清峰高校との初戦に遊撃手としてスタメンに起用。両チーム無得点で迎えた5回表2死満塁のピンチで清峰の3番打者が二遊間に放った強烈なゴロを止めようとしたところ、高く跳ね上がった打球がユニフォームのボタンの間から胸の隙間へ入り込んでしまったため、どの塁にも送球できないまま先制点を許す羽目になった（記録は遊撃への適時安打）。後に自身の適時安打で同点に追い付いたものの、チームは延長13回まで戦った末に、春夏を通じて甲子園球場の全国大会に初めて出場した清峰高校の前に初戦敗退を喫した。チームは春夏連覇を目指してユニフォームを新調したばかりだったが、この試合に使用しただけで、柴田が部活動を退いてから作り直されたユニフォームではボタンの間隔が狭められたという。ちなみに、在学中の同期に十亀剣、1学年後輩に堂上直倫などがいる。
柴田自身は、2005年秋のNPB高校生ドラフト会議でオリックス・バファローズから3巡目で指名。推定年俸500万円という条件で入団した。背番号は56 。指名を受けた際の記者会見では、高校および前身球団（オリックス・ブルーウェーブ）の先輩で、自身と同じ俊足の左打者としてNPB・MLBの双方で偉大な功績を残していたイチロー（当時はMLBシアトル・マリナーズのレギュラー外野手）を目標に挙げた。

### オリックス時代
2006年には、ウエスタン・リーグ公式戦65試合に出場。主に遊撃を守っていたが、チーム2位（リーグ7位）の8犠打を記録する一方で、打率.185、出塁率.205、リーグ5位の5盗塁死、遊撃手としてリーグ3位の9失策など、攻守にわたって大きな課題を露呈した。
2007年には、ウエスタン・リーグ公式戦52試合に出場。打撃面では、前年に比べて三振の割合が下がったばかりか、打率.253、出塁率.287を記録するなどの進境が見られた。守備では主に二塁を守っていたが、二塁手としてリーグ4位の4失策をマーク。守備機会はなかったものの、1試合だけ外野手として出場した。
2008年には、ウエスタン・リーグ公式戦67試合とフレッシュオールスターゲームに出場。前年に比べて、試合数に対する打席数の割合や出塁率が上昇した。また、盗塁の企図数は少ないながらも、盗塁成功率は5割を超えた。守備面では再び遊撃手として起用される機会が多かったが、リーグ3位（遊撃手部門2位）の10失策を記録した。
2009年には、ウエスタン・リーグ公式戦75試合に出場。リーグの最終規定打席に満たなかったものの、打率.304を記録した。
2010年には、ウエスタン・リーグ公式戦で自身最多の85試合に出場。内野手登録のまま、11試合で外野を守った。フレッシュオールスターゲームにも2度目の出場を果たしたが、リーグ戦の通算打率は.242にとどまった。
2011年には、入団後初めて春季キャンプのスタートを一軍で迎えながら、キャンプ中に腓腹筋の肉離れを起こした。この治療にシーズンの大半を費やしたため、ウエスタン・リーグの公式戦には2試合に出場しただけだった。
2012年には、ウエスタン・リーグ公式戦58試合の出場で打率.242をマーク。入団してから7年間一軍公式戦への出場機会がないまま、10月4日に球団から戦力外通告を受けたものの、通告後の11月9日には第1回12球団合同トライアウトに参加した。

### ソフトバンク時代
2012年11月27日に、福岡ソフトバンクホークスとの間で育成選手契約を締結した。背番号は144。しかし、2013年にはウエスタン・リーグ公式戦2試合に出場しただけで、10月26日に再び戦力外通告を受けた。10月31日付で、NPBから自由契約選手として公示。

### 軟式野球への復帰後
2014年に、軟式野球部を擁する地元企業のフタバ産業へ入社。入社後は、本社の総務課へ勤務するかたわら、2017年まで軟式野球部で現役生活を続けた。2018年から、同部の監督に就任。2019年には、軟式野球の社会人全国大会で、チームを史上初の準々決勝進出にまで導いた。

## 詳細情報

### 年度別打撃成績
- 一軍公式戦出場なし

### 背番号
- 56 （2006年 - 2012年）
- 144 （2013年）